# 溫承讓
溫承讓（？—？），字楫軒，山西太原府文水縣西舊城村人，畢業於山西西學專齋化學科，宣統三年進士。赴英國留學，在英國威爾斯大學礦科畢業。

## 生平[6]
- 光緒三十四年，於山西西學專齋第四期畢業，取列中等，准作舉人[7]。
- 宣統三年，經學部考試列優等；八月甲子引見，賞給進士出身[8]。
- 保晉礦務有限總公司工程師[9]
- 中國礦冶工程學會會員[10]
- 民國十九年（1930年）8月18日，署理河北大興縣縣長[11][12]
- 民國二十年（1931年），免技正另候任用[13]
- 山西大學任教[14]